# Desperation Road
Desperation Road és una pel·lícula de thriller d'acció estatunidenca del 2023 escrita per Michael Farris Smith, dirigida per Nadine Crocker i protagonitzada per Garrett Hedlund i Mel Gibson. Està basada en la novel·la homònima de Smith. S'ha doblat i subtitulat al català.
Es va estrenar el 6 d'octubre de 2023 en una selecció de cinemes i en format digital.